# Les Tapis rouges
Les Tapis rouges est un tableau réalisé par le peintre français Henri Matisse en 1906 à Collioure, dans les Pyrénées-Orientales. Cette huile sur toile est une nature morte qui représente principalement des fruits et des étoffes, dans une palette à dominante rouge. Achetée à la galerie Bernheim-Jeune par Marcel Sembat en 1908, l'œuvre est aujourd'hui conservée au musée de Grenoble, à Grenoble.